# Kamer van volksvertegenwoordigers (samenstelling 2003-2007)
De lijst van leden van de Belgische Kamer van volksvertegenwoordigers van 2003 tot 2007, volgend uit de verkiezingen van 18 mei 2003. De Kamer van volksvertegenwoordigers telt 150 leden.  Het federale kiesstelsel is gebaseerd op algemeen enkelvoudig stemrecht voor alle Belgen van 18 jaar en ouder, volgens een systeem van evenredige vertegenwoordiging op basis van de methode-D'Hondt, gecombineerd met een districtenstelsel en met een kiesdrempel van 5 %. De legislatuur begon op 5 juni 2003 en eindigde op 26 april 2007.
Deze legislatuur controleerde de werking van de regering-Verhofstadt II: een regering bestaande uit VLD, PS, sp.a-spirit en MR. De oppositiepartijen tijdens deze legislatuur waren dus CD&V, Vlaams Blok/Vlaams Belang, cdH, Ecolo, FN en N-VA.

## Zittingen
In de 51ste zittingsperiode (2003-2007) vonden vijf zittingen plaats. Van rechtswege kwamen de Kamers ieder jaar bijeen op de tweede dinsdag van oktober.
| Zitting               | Opening         | Sluiting        |
| --------------------- | --------------- | --------------- |
| buitengewone zitting  | 5 juni 2003     | 13 oktober 2003 |
| 2de zitting 2003-2004 | 14 oktober 2003 | 11 oktober 2004 |
| 3de zitting 2004-2005 | 12 oktober 2004 | 10 oktober 2005 |
| 4de zitting 2005-2006 | 11 oktober 2005 | 9 oktober 2006  |
| 5de zitting 2006-2007 | 10 oktober 2006 | 2 mei 2007      |

De Kamers werden van rechtswege ontbonden door de verklaring tot herziening van de Grondwet van 1 mei 2007.

## Basisgegevens
De officiële uitslag van de verkiezingen voor de 51ste legislatuur van de kamer van volksvertegenwoordigers is te vinden op hier.
Het totale aantal kiesgerechtigde personen in deze verkiezing was 7.570.637.  Het totale aantal uitgebrachte stemmen was 6.936.801.  Hiervan waren 6.572.189 stemmen, geldig uitgebrachte stemmen, en 364.612 stemmen, ongeldig uitgebrachte of blanco stemmen.
Van de 6.572.189 geldige uitgebrachte stemmen (100,00 %) waren er 6.316.467 stemmen (95,57 %) uitgebracht op partijen met verkozenen in de kamer en 255.722 stemmen (4,43 %) uitgebracht op partijen zonder verkozenen in de kamer.
Het stemmenaantal is een eerste bepalende factor voor de zetelverdeling.  Het kiesstelsel is een tweede bepalende factor voor de zetelverdeling.  Het kiesstelsel voorziet geen verhoudingsgewijze zetelverdeling op basis van de totale stemmenaantal binnen één nationale kiesomschrijving, waarbij elke uitgebrachte stem een gelijke waarde heeft in de bepaling van de zetel-sterkte van de deelnemende kieslijsten.  Dit gebeurt via een getrapt systeem van regionale kieskringen of kiesarrondissementen.  Deze kieskringen krijgen elk een te verdelen aantal zetels toebedeeld, op basis van het aantal inwoners (inclusief minderjarigen en niet-Belgen die niet stemgerechtigd zijn).  Zo zijn er momenteel 11 kieskringen voor federale parlementsverkiezingen (kamer).  Voor de verkiezingen van 2003 was de verdeling als volgt:
- kiesarrondissement Antwerpen: 24 zetels
- kiesarrondissement Brussel-Halle-Vilvoorde: 22
- kiesarrondissement Oost-Vlaanderen: 20 zetels
- kiesarrondissement Henegouwen: 19 zetels
- kiesarrondissement West-Vlaanderen: 16 zetels
- kiesarrondissement Luik: 15 zetels
- kiesarrondissement Limburg: 12 zetels
- kiesarrondissement Leuven: 7 zetels
- kiesarrondissement Waals-Brabant: 5 zetels
- kiesarrondissement Namen: 6 zetels
- kiesarrondissement Luxemburg: 4 zetels

Op de provincie Vlaams-Brabant en het extra provinciale gebied bestaande uit Brussel en de 18 omringende gemeenten na, lopen de grenzen van de kiesarrondissementen voor de kamer gelijk met die van de provincies. Daardoor zijn enkel Brussel-Halle-Vilvoorde en Leuven aparte kieskringen:
- het kiesarrondissement Leuven is tevens een gerechtelijk en een bestuurlijk arrondissement.  Het ligt volledig in het Vlaams Gewest en behoort tot het eentalige gebied van de Vlaamse Gemeenschap.
- het kiesarrondissement Brussel-Halle-Vilvoorde is tevens een gerechtelijk arrondissement, dat is samengesteld uit twee bestuurlijke arrondissementen, namelijk:
  - het bestuurlijk arrondissement Brussel-Hoofdstad behoort tot het Brussels Hoofdstedelijk Gewest en volledig samenvalt met het tweetalige gebied Brussel-hoofdstad.  Dit bestuurlijk arrondissement is het enige gebied in België dat niet tot een provincie behoort, maar wel beschikt over een gouverneur.
  - het bestuurlijk arrondissement Halle-Vilvoorde behoort tot het Vlaams Gewest  en behoort tot het eentalige gebied van de Vlaamse Gemeenschap.  De zes faciliteitengemeenten rond Brussel behoren integraal hiertoe.  Het bestuurlijk arrondissement behoort verder tot de provincie Vlaams-Brabant.

## Samenstelling
| Begin legislatuur (2003) | Begin legislatuur (2003) | Begin legislatuur (2003) | Einde legislatuur (2007) | Einde legislatuur (2007) | Einde legislatuur (2007) |
| Fractie                  | Fractie                  | Zetels                   | Fractie                  | Fractie                  | Zetels                   |
| ------------------------ | ------------------------ | ------------------------ | ------------------------ | ------------------------ | ------------------------ |
|                          | VLD                      | 25                       |                          | VLD                      | 25                       |
|                          | PS                       | 25                       |                          | PS                       | 25                       |
|                          | MR                       | 24                       |                          | MR                       | 25                       |
|                          | sp.a-Spirit              | 23                       |                          | sp.a-Spirit              | 23                       |
|                          | CD&V                     | 21                       |                          | CD&V                     | 21                       |
|                          | Vlaams Blok              | 18                       |                          | Vlaams Belang            | 18                       |
|                          | cdH                      | 8                        |                          | cdH                      | 7                        |
|                          | Ecolo                    | 4                        |                          | Ecolo                    | 4                        |
|                          | N-VA                     | 1                        |                          | N-VA                     | 1                        |
|                          | FN                       | 1                        |                          | FN                       | 1                        |

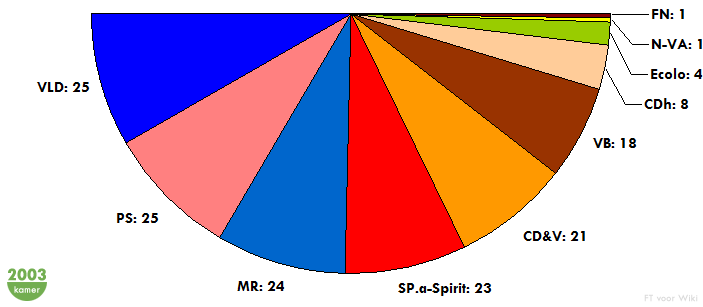
Zetelverdeling van de Kamer van volksvertegenwoordigers op 19 mei 2003.

Wijzigingen in fractiesamenstelling:
- Richard Fournaux (cdH) stapt in 2004 over naar de MR.

## Lijst van de volksvertegenwoordigers
| Volksvertegenwoordiger      | Partij         | Kieskring               | Taalgroep  | Opmerkingen |
| --------------------------- | -------------- | ----------------------- | ---------- | --- |
| Bruno Van Grootenbrulle     | PS             | Henegouwen              | Frans      | Vervangt vanaf 26 juni 2003 Marie Arena, die minister wordt in de Federale Regering |
| Mohammed Boukourna          | PS             | Brussel-Halle-Vilvoorde | Frans      | |
| Colette Burgeon             | PS             | Henegouwen              | Frans      | Secretaris vanaf 16 juli 2003. |
| Jacques Chabot              | PS             | Luik                    | Frans      | |
| Danielle Van Lombeek-Jacobs | PS             | Luik                    | Frans      | Vervangt vanaf 26 juni 2003 Michel Daerden, die verkiest om minister te blijven in de Waalse Regering. |
| Jean-Marc Delizée           | PS             | Namen                   | Frans      | Ondervoorzitter vanaf 15 juli 2004. |
| Alisson De Clercq           | PS             | Henegouwen              | Frans      | Vervangt vanaf 26 juni 2003 Rudy Demotte, die minister wordt in de Federale Regering. |
| Valérie Déom                | PS             | Namen                   | Frans      | |
| Camille Dieu                | PS             | Henegouwen              | Frans      | |
| Yvon Harmegnies             | PS             | Henegouwen              | Frans      | Vervangt vanaf 11 oktober 2005 Elio Di Rupo, die minister wordt in de Waalse Regering. |
| Jean-Claude Maene           | PS             | Namen                   | Frans      | Vervangt vanaf 21 juli 2004 Claude Eerdekens, die in het Waals Parlement gaat zetelen. Eerdekens was voorzitter van de PS-fractie tot 29 juni 2004. |
| André Frédéric              | PS             | Luik                    | Frans      | Vanaf 1 juli 2004 voorzitter van de commissie Binnenlandse Zaken, Algemene Zaken en Openbaar Ambt. |
| Véronique Ghenne            | PS             | Waals-Brabant           | Frans      | Vervangt vanaf 1 juli 2004 Maurice Dehu, die lid wordt van het Waals Parlement. Dehu verving van 26 juni 2003 tot 30 juni 2004 André Flahaut, minister in de Federale Regering. |
| Thierry Giet                | PS             | Luik                    | Frans      | Vervangt vanaf 5 juni 2003 José Happart, die verkiest om minister te blijven in de Waalse Regering. Giet was secretaris tot 16 juli 2003, ondervoorzitter van 16 juli 2003 tot 1 juli 2004, voorzitter van de PS-fractie vanaf 1 juli 2004 en tot 1 juli 2004 voorzitter van de commissie Binnenlandse Zaken, Algemene Zaken en Openbaar Ambt.                 |
| Jean-Pol Henry              | PS             | Henegouwen              | Frans      | Ondervoorzitter tot 16 juli 2003 en quaestor vanaf 16 juli 2003. |
| Karine Lalieux              | PS             | Brussel-Halle-Vilvoorde | Frans      | |
| Marie-Claire Lambert        | PS             | Luik                    | Frans      | |
| Alain Mathot                | PS             | Luik                    | Frans      | Vervangt vanaf 5 juni 2003 Anne-Marie Lizin, die verkiest om in de Belgische Senaat te zetelen. |
| Eric Massin                 | PS             | Henegouwen              | Frans      | |
| Patrick Moriau              | PS             | Henegouwen              | Frans      | |
| Talbia Belhouari            | PS             | Brussel-Halle-Vilvoorde | Frans      | Vervangt vanaf 1 juli 2004 Charles Picqué, die lid wordt van het Brussels Hoofdstedelijk Parlement. |
| Sophie Pécriaux             | PS             | Henegouwen              | Frans      | |
| André Perpète               | PS             | Luxemburg               | Frans      | |
| Yvan Mayeur                 | PS             | Brussel-Halle-Vilvoorde | Frans      | Vervangt vanaf 14 juli 2003 Laurette Onkelinx, die minister in de Federale Regering wordt. Mayeur is voorzitter van de commissie Volksgezondheid, Leefmilieu en Maatschappelijke Hernieuwing. |
| Annick Saudoyer             | PS             | Henegouwen              | Frans      | |
| Filip Anthuenis             | VLD            | Oost-Vlaanderen         | Nederlands | |
| Yolande Avontroodt          | VLD            | Antwerpen               | Nederlands | |
| Willy Cortois               | VLD            | Brussel-Halle-Vilvoorde | Nederlands | Voorzitter van de VLD-fractie tot 16 juli 2003 en quaestor vanaf 16 juli 2003. |
| Rik Daems                   | VLD            | Leuven                  | Nederlands | Voorzitter van de VLD-fractie van 16 juli 2003 tot 10 januari 2006 en vanaf 8 maart 2006 voorzitter van de commissie Buitenlandse Betrekkingen. |
| Maggie De Block             | VLD            | Brussel-Halle-Vilvoorde | Nederlands | |
| Herman De Croo              | VLD            | Oost-Vlaanderen         | Nederlands | Parlementsvoorzitter en voorzitter van de commissie Herziening van de Grondwet en Hervorming der Instellingen. |
| Guy Hove                    | VLD            | Oost-Vlaanderen         | Nederlands | Vervangt vanaf 14 juli 2003 Fientje Moerman, die minister wordt in de Federale Regering. |
| Guido De Padt               | VLD            | Oost-Vlaanderen         | Nederlands | |
| Jacques Germeaux            | VLD            | Limburg                 | Nederlands | Vervangt vanaf 8 maart 2006 Karel Pinxten, die lid wordt van de Europese Rekenkamer. Pinxten was voorzitter van de commissie Buitenlandse Betrekkingen van 21 juli 2004 tot 28 februari 2006. |
| Hilde Dierickx              | VLD            | Oost-Vlaanderen         | Nederlands | |
| Stef Goris                  | VLD            | Leuven                  | Nederlands | |
| Martine Taelman             | VLD            | Antwerpen               | Nederlands | Vervangt vanaf 5 juni 2003 Margriet Hermans, die verkiest om in het Vlaams Parlement te blijven zetelen. Taelman is vanaf 12 januari 2006 voorzitter van de commissie Justitie. |
| Sabien Lahaye-Battheu       | VLD            | West-Vlaanderen         | Nederlands | |
| Pierre Lano                 | VLD            | West-Vlaanderen         | Nederlands | Secretaris. |
| Claude Marinower            | VLD            | Antwerpen               | Nederlands | |
| Ingrid Meeus                | VLD            | Oost-Vlaanderen         | Nederlands | Vervangt vanaf 21 juli 2004 Karel De Gucht, die minister in de Federale Regering wordt. |
| Luk Van Biesen              | VLD            | Brussel-Halle-Vilvoorde | Nederlands | Vervangt vanaf 21 juli 2004 Annemie Neyts, die lid wordt van het Europees Parlement. Neyts was voorzitter van de commissie Buitenlandse Betrekkingen tot 20 juli 2004. |
| Georges Lenssen             | VLD            | Limburg                 | Nederlands | Vervangt vanaf 14 juli 2003 Patrick Dewael, die minister in de Federale Regering wordt. |
| Annemie Turtelboom          | VLD            | Antwerpen               | Nederlands | Vervangt vanaf 26 juni 2003 Bart Somers, die minister wordt in de Vlaamse Regering. |
| Bart Tommelein              | VLD            | West-Vlaanderen         | Nederlands | |
| Ludo Van Campenhout         | VLD            | Antwerpen               | Nederlands | |
| Fons Borginon               | VLD            | Antwerpen               | Nederlands | Vervangt vanaf 5 juni 2003 Marleen Vanderpoorten, die verkiest om minister te blijven in de Vlaamse Regering. Borginon is vanaf 12 januari 2006 voorzitter van de VLD-fractie en tot 12 januari 2006 voorzitter van de commissie Justitie. |
| Hilde Vautmans              | VLD            | Limburg                 | Nederlands | |
| Geert Versnick              | VLD            | Oost-Vlaanderen         | Nederlands | Vervangt vanaf 5 juni 2003 Guy Verhofstadt, die verkiest om in de Belgische Senaat te zetelen. |
| Miguel Chevalier            | VLD            | West-Vlaanderen         | Nederlands | Vervangt vanaf 14 juli 2003 Marc Verwilghen, minister in de Federale Regering. Eerste opvolger Vincent Van Quickenborne werd staatssecretaris in dezelfde regering en kon bijgevolg niet zetelen. |
| Daniel Bacquelaine          | MR             | Luik                    | Frans      | Voorzitter van de MR-fractie. |
| Dominique Van Roy           | MR             | Namen                   | Frans      | Vervangt vanaf 18 januari 2007 Anne Barzin, die lid wordt van het Waals Parlement. Barzin was secretaris tot 17 januari 2007. |
| François Bellot             | MR             | Namen                   | Frans      | |
| Denis Ducarme               | MR             | Henegouwen              | Frans      | Vervangt vanaf 5 juni 2003 Chantal Bertouille, die verkiest om in het Waals Parlement te blijven zetelen. |
| Pierrette Cahay-André       | MR             | Luik                    | Frans      | |
| Olivier Chastel             | MR             | Henegouwen              | Frans      | Werd van 19 februari tot 1 juli 2004 als minister in de Franse Gemeenschapsregering vervangen door Jean-Luc Crucke. Nadat Crucke lid werd van het Waals Parlement, werd Chastel van 1 juli tot 18 juli 2004 vervangen door Robert Hondermarcq. Chastel was ondervoorzitter tot 12 februari 2004, een functie die hij opnieuw uitoefende vanaf 12 oktober 2004. |
| Philippe Collard            | MR             | Luxemburg               | Frans      | |
| Valérie De Bue              | MR             | Waals-Brabant           | Frans      | |
| François-Xavier de Donnea   | MR             | Brussel-Halle-Vilvoorde | Frans      | Voorzitter van de commissie Financiën en Begroting. |
| Robert Denis                | MR             | Luik                    | Frans      | |
| Corinne De Permentier       | MR             | Brussel-Halle-Vilvoorde | Frans      | Ondervoorzitter van 4 maart tot 12 oktober 2004 en secretaris vanaf 18 januari 2007. |
| Daniel Ducarme              | MR             | Brussel-Halle-Vilvoorde | Frans      | Werd van 26 juni 2003 tot 11 februari 2004 als minister in de Brusselse Hoofdstedelijke Regering vervangen door Eric Libert. |
| Richard Fournaux            | cdH            | Namen                   | Frans      | Stapt op 4 maart 2004 over naar de MR-fractie, nadat hij van 12 februari tot 3 maart 2004 als onafhankelijke zetelde. |
| Jacqueline Galant           | MR             | Henegouwen              | Frans      | |
| Hervé Hasquin               | MR             | Henegouwen              | Frans      | Werd van 26 juni 2003 tot 7 juli 2004 als minister in de Franse Gemeenschapsregering vervangen door Françoise Colinia en van 8 juli tot 18 juli 2004 door Alex Tromont. |
| Josée Lejeune               | MR             | Luik                    | Frans      | Vervangt vanaf 14 juli 2003 Sabine Laruelle, die minister in de Federale Regering wordt. |
| Olivier Maingain            | MR             | Brussel-Halle-Vilvoorde | Frans      | Quaestor. |
| Jean-Pierre Malmendier      | MR             | Waals-Brabant           | Frans      | |
| Marie-Christine Marghem     | MR             | Henegouwen              | Frans      | |
| Charles Michel              | MR             | Waals-Brabant           | Frans      | Werd van 26 juni 2003 tot 18 juli 2004 als minister in de Waalse Regering vervangen door Serge Van Overtveldt. |
| Philippe Monfils            | MR             | Luik                    | Frans      | Voorzitter van de commissie Landsverdediging. |
| Alain Courtois              | MR             | Brussel-Halle-Vilvoorde | Frans      | Vervangt vanaf 26 juni 2003 Jacques Simonet, die staatssecretaris in de Federale Regering wordt. |
| Luc Gustin                  | MR             | Luik                    | Frans      | Vervangt vanaf 1 juli 2004 Pierre-Yves Jeholet, die lid wordt van het Waals Parlement. Jeholet verving van 14 juli 2003 tot 30 juni 2004 Didier Reynders, minister in de Federale Regering. |
| Eric Libert                 | MR             | Brussel-Halle-Vilvoorde | Frans      | Vervangt vanaf 1 juli 2004 Martine Payfa, die lid wordt van het Brussels Hoofdstedelijk Parlement. Eerder verving hij van 14 juli 2003 tot 11 februari 2004 verving Libert Daniel Ducarme, minister in de Brusselse Hoofdstedelijke Regering. |
| Dominique Tilmans           | MR             | Luxemburg               | Frans      | |
| Walter Muls                 | Spirit         | Brussel-Halle-Vilvoorde | Nederlands | Vervangt vanaf 14 juli 2003 Bert Anciaux, die minister in de Federale Regering wordt. |
| Anne-Marie Baeke            | sp.a           | Limburg                 | Nederlands | Vervangt vanaf 14 juli 2003 Peter Vanvelthoven, die staatssecretaris in de Federale Regering wordt. |
| Philippe De Coene           | sp.a           | West-Vlaanderen         | Nederlands | |
| Magda De Meyer              | sp.a           | Oost-Vlaanderen         | Nederlands | Quaestor. |
| Dalila Douifi               | sp.a           | West-Vlaanderen         | Nederlands | |
| Stijn Bex                   | spirit         | Leuven                  | Nederlands | Vervangt vanaf 14 oktober 2003 Saïd El Khadraoui (sp.a), die lid wordt van het Europees Parlement. |
| David Geerts                | sp.a           | Antwerpen               | Nederlands | Vervangt vanaf 8 juli 2004 Patrick Janssens, die lid wordt van het Vlaams Parlement. |
| Yvette Mues                 | sp.a           | Leuven                  | Nederlands | Vervangt vanaf 7 december 2006 Karin Jiroflée, die gedeputeerde wordt van de provincie Vlaams-Brabant. |
| Geert Lambert               | spirit         | West-Vlaanderen         | Nederlands | Vervangt vanaf 5 juni 2003 Renaat Landuyt (sp.a), die verkiest om minister te blijven in de Vlaamse Regering. Lambert is ondervoorzitter. |
| Jan Peeters                 | sp.a           | Antwerpen               | Nederlands | Secretaris tot 16 juli 2003. |
| Cemal Cavdarli              | sp.a           | Oost-Vlaanderen         | Nederlands | Vervangt vanaf 14 juli 2003 Freya Van den Bossche, die minister in de Federale Regering wordt. |
| Annemie Roppe               | spirit         | Limburg                 | Nederlands | Vervangt vanaf 5 juni 2003 Steve Stevaert (sp.a), die verkiest om in het Vlaams Parlement te blijven zetelen. Roppe is voorzitter van de commissie belast met de problemen inzake Handels- en Economisch Recht. |
| Guy Swennen                 | sp.a           | Limburg                 | Nederlands | |
| Monica De Coninck           | sp.a           | Antwerpen               | Nederlands | Vervangt vanaf 7 december 2006 Inga Verhaert, die gedeputeerde wordt van de provincie Antwerpen. Verhaert verving van 8 juli 2004 tot 6 december 2006 Els Van Weert (spirit), die lid werd van het Vlaams Parlement. |
| Maya Detiège                | sp.a           | Antwerpen               | Nederlands | Vervangt vanaf 5 juni 2003 Kathleen Van Brempt, die verkiest om in het Europees Parlement te blijven zetelen. |
| Johan Vande Lanotte         | sp.a           | West-Vlaanderen         | Nederlands | Werd van 14 juli 2003 tot 17 oktober 2005 als minister in de Federale Regering vervangen door Patrick Lansens. |
| Dylan Casaer                | sp.a           | Oost-Vlaanderen         | Nederlands | Vervangt vanaf 15 september 2004 Daan Schalck, die de nationale politiek verlaat. |
| Hans Bonte                  | sp.a           | Brussel-Halle-Vilvoorde | Nederlands | Vervangt vanaf 14 juli 2003 Frank Vandenbroucke, die minister in de Federale Regering wordt. Bonte is voorzitter van de commissie Sociale Zaken. |
| Dirk Van der Maelen         | sp.a           | Oost-Vlaanderen         | Nederlands | Voorzitter van de sp.a-spirit-fractie. |
| Greet van Gool              | sp.a           | Antwerpen               | Nederlands | Secretaris vanaf 16 juli 2003. |
| Annelies Storms             | spirit         | Oost-Vlaanderen         | Nederlands | Vervangt vanaf 5 juni 2003 Paul Van Grembergen, die verkiest om minister te blijven in de Vlaamse Regering. |
| Magda Raemaekers            | sp.a           | Limburg                 | Nederlands | Vervangt vanaf 7 december 2006 Hilde Claes, die gedeputeerde van de provincie Limburg wordt. |
| Koen T'Sijen                | spirit         | Antwerpen               | Nederlands | Vervangt vanaf 8 juli 2004 Anissa Temsamani (sp.a, die lid wordt van het Vlaams Parlement. Eerder verving T'Sijen van 14 juli tot 25 september 2003 ook Anissa Temsamani, toen die staatssecretaris in de Federale Regering was. |
| Katrien Schryvers           | CD&V           | Antwerpen               | Nederlands | Vervangt vanaf 13 januari 2005 Jos Ansoms, die kiest om zich volledig te concentreren op het burgemeesterschap van Wuustwezel en dus de nationale politiek verlaat. Ansoms was quaestor tot 13 januari 2005. |
| Simonne Creyf               | CD&V           | Brussel-Halle-Vilvoorde | Nederlands | |
| Dirk Claes                  | CD&V           | Leuven                  | Nederlands | |
| Hendrik Bogaert             | CD&V           | West-Vlaanderen         | Nederlands | Vervangt vanaf 5 juni 2003 Stefaan De Clerck, die verkiest om in de Belgische Senaat te zetelen. |
| Pieter De Crem              | CD&V           | Oost-Vlaanderen         | Nederlands | Voorzitter van de CD&V-fractie. |
| Roel Deseyn                 | CD&V           | West-Vlaanderen         | Nederlands | |
| Carl Devlies                | CD&V           | Leuven                  | Nederlands | |
| Greta D'hondt               | CD&V           | Oost-Vlaanderen         | Nederlands | |
| Luc Goutry                  | CD&V           | West-Vlaanderen         | Nederlands | Quaestor vanaf 13 januari 2005. |
| Theo Kelchtermans           | CD&V           | Limburg                 | Nederlands | |
| Nahima Lanjri               | CD&V           | Antwerpen               | Nederlands | |
| Nathalie Muylle             | CD&V           | West-Vlaanderen         | Nederlands | Vervangt vanaf 8 juli 2004 Yves Leterme, die lid wordt van het Vlaams Parlement. |
| Trees Pieters               | CD&V           | West-Vlaanderen         | Nederlands | |
| Paul Tant                   | CD&V           | Oost-Vlaanderen         | Nederlands | Ondervoorzitter en voorzitter van de commissie Bedrijfsleven, Wetenschapsbeleid, Onderwijs, Nationale Wetenschappelijke en Culturele Instellingen, Middenstand en Landbouw. |
| Liesbeth Van der Auwera     | CD&V           | Limburg                 | Nederlands | |
| Jo Vandeurzen               | CD&V           | Limburg                 | Nederlands | |
| Tony Van Parys              | CD&V           | Oost-Vlaanderen         | Nederlands | |
| Herman Van Rompuy           | CD&V           | Brussel-Halle-Vilvoorde | Nederlands | |
| Mark Verhaegen              | CD&V           | Antwerpen               | Nederlands | |
| Servais Verherstraeten      | CD&V           | Antwerpen               | Nederlands | |
| Jef Van den Bergh           | CD&V           | Antwerpen               | Nederlands | Vervangt vanaf 8 juli 2004 Inge Vervotte, die lid wordt van het Vlaams Parlement. |
| Gerolf Annemans             | Vlaams Blok    | Antwerpen               | Nederlands | Voorzitter van de Vlaams Blok/Vlaams Belang-fractie. |
| Koen Bultinck               | Vlaams Blok    | West-Vlaanderen         | Nederlands | |
| Nancy Caslo                 | Vlaams Blok    | Antwerpen               | Nederlands | |
| Alexandra Colen             | Vlaams Blok    | Antwerpen               | Nederlands | |
| Filip De Man                | Vlaams Blok    | Brussel-Halle-Vilvoorde | Nederlands | |
| Luc Sevenhans               | Vlaams Blok    | Antwerpen               | Nederlands | Vervangt vanaf 5 juni 2003 Filip Dewinter, die verkiest om in het Vlaams Parlement te blijven zetelen. |
| Guy D'haeseleer             | Vlaams Blok    | Oost-Vlaanderen         | Nederlands | |
| Marleen Govaerts            | Vlaams Blok    | Limburg                 | Nederlands | |
| Hagen Goyvaerts             | Vlaams Blok    | Leuven                  | Nederlands | |
| Bart Laeremans              | Vlaams Blok    | Brussel-Halle-Vilvoorde | Nederlands | |
| Jan Mortelmans              | Vlaams Blok    | Antwerpen               | Nederlands | |
| Staf Neel                   | Vlaams Blok    | Antwerpen               | Nederlands | |
| Bert Schoofs                | Vlaams Blok    | Limburg                 | Nederlands | |
| Paul Meeus                  | Vlaams Blok    | Antwerpen               | Nederlands | Vervangt vanaf 22 maart 2007 de overleden Guido Tastenhoye. |
| Jaak Van den Broeck         | Vlaams Blok    | Oost-Vlaanderen         | Nederlands | |
| Francis Van den Eynde       | Vlaams Blok    | Oost-Vlaanderen         | Nederlands | Voorzitter van de commissie Infrastructuur, Verkeer en Overheidsbedrijven. |
| Frieda Van Themsche         | Vlaams Blok    | West-Vlaanderen         | Nederlands | Vervangt vanaf 5 juni 2003 Frank Vanhecke, die verkiest om in de Belgische Senaat te zetelen. |
| Ortwin Depoortere           | Vlaams Blok    | Oost-Vlaanderen         | Nederlands | Vervangt vanaf 8 juli 2004 Gerda Van Steenberge, die lid wordt van het Vlaams Parlement. |
| Josy Arens                  | cdH            | Luxemburg               | Frans      | |
| Benoît Drèze                | cdH            | Luik                    | Frans      | Vervangt vanaf 21 juli 2004 Louis Smal, die lid wordt van het Waals Parlement. |
| Véronique Salvi             | cdH            | Henegouwen              | Frans      | Vervangt vanaf 11 januari 2007 Jean-Jacques Viseur, die burgemeester van Charleroi wordt. |
| David Lavaux                | cdH            | Henegouwen              | Frans      | Vervangt vanaf 21 april 2005 Damien Yzerbyt, die lid wordt van het Waals Parlement. Yzerbyt verving van 30 juli 2004 tot 20 april 2005 Catherine Fonck, minister in de Franse Gemeenschapsregering. Fonck verving van 5 juni 2003 tot 29 juli 2004 op haar beurt Anne-Marie Corbisier-Hagon, die verkoos om in het Waals Parlement te blijven zetelen.         |
| Joëlle Milquet              | cdH            | Brussel-Halle-Vilvoorde | Frans      | |
| Melchior Wathelet           | cdH            | Luik                    | Frans      | Voorzitter van de cdH-fractie vanaf 8 september 2004. |
| Brigitte Wiaux              | cdH            | Waals-Brabant           | Frans      | Vervangt vanaf 21 juli 2004 Raymond Langendries, die lid wordt van het Europees Parlement. Langendries was voorzitter van de cdH-fractie tot 20 juli 2004. |
| Zoé Genot                   | Ecolo          | Brussel-Halle-Vilvoorde | Frans      | Vervangt vanaf 5 juni 2003 Olivier Deleuze, die beslist om niet te zetelen. |
| Muriel Gerkens              | Ecolo          | Luik                    | Frans      | |
| Marie Nagy                  | Ecolo          | Brussel-Halle-Vilvoorde | Frans      | |
| Jean-Marc Nollet            | Ecolo          | Henegouwen              | Frans      | Werd van 26 juni 2003 tot 18 juli 2004 als minister in de Franse Gemeenschapsregering vervangen door Gérard Gobert. |
| Patrick Cocriamont          | Front National | Henegouwen              | Frans      | Vervangt vanaf 1 juli 2004 Daniel Féret, die lid wordt van het Brussels Hoofdstedelijk Parlement. |
| Patrick De Groote           | N-VA           | West-Vlaanderen         | Nederlands | Vervangt vanaf 30 juli 2004 Geert Bourgeois, die minister wordt in de Vlaamse Regering. |

## Kritiek op zetelverdeling
Van de 6.280.467 geldig uitgebrachte stemmen (100,00 %) op partijen met verkozenen, inclusief Agalev, in 2003, werden:
- 3.984.733 stemmen (63,44 %)  uitgebracht op lijsten van partijen die behoren tot de Nederlandse taalgroep in de kamer.
- 2.295.734 stemmen (36,55 %) uitgebracht op lijsten van partijen die behoren tot de Franse taalgroep in de kamer.

De verhoudingen liggen echter anders, als men naar de zetelverdeling kijkt. Dan zijn de verhoudingen als volgt:
- lijsten die behoren tot de Nederlandse taalgroep: 88 van de 150 verkozenen (58,67 %) zetels)
- lijsten die behoren tot de Franse taalgroep: 62 van de 150 verkozenen (41,33 %)

Hieruit blijkt dat het gemiddeld aantal stemmen die nodig zijn om een zetel in de wacht te slepen verschillend is naargelang de lijst waarop gestemd wordt behoort tot de Nederlandse of Franse taalgroep.  In de verkiezing van 2003 werden er:
- 88 personen verkozen door 3.984.733 kiezers, op lijsten die behoren tot de Nederlandse taalgroep, wat een gemiddelde betekent van 45.281 stemmen per verkozene.
- 62 personen verkozen door 2.295.734 kiezers, op lijsten die behoren tot de Franse taalgroep, wat een gemiddelde betekent van 37.028 stemmen per verkozene.

Dit is een verschil van gemiddeld 8.252 stemmen (18,02 %) voor het behalen van een zetel tussen de twee taalgroepen in de kamer. Wanneer de twee taalgroepen evenredig zouden vertegenwoordigd worden volgens het aantal stemmen zouden de Vlamingen geen 88 maar wel 95 zetels en de Franstaligen geen 62 maar wel 55 zetels in de kamer hebben.
Deze verschillen leiden ertoe dat een Vlaamse stem minder waarde heeft dan een Franstalige stem voor de zetelverdeling in de kamer, naargelang de kieskring partijen kent die behoren tot de Nederlandse taalgroep, of de Franse taalgroep.  Dit verschil is enkel te verklaren vanuit de grote onevenredigheden die bestaan tussen enerzijds de bevolkingsdichtheid van de 11 verschillende kiesarrondissementen, en het aantal zetels die deze arrondissementen ter stemming werden toebedeeld. De kieskringen waar Franstalige partijen opkomen hebben meer zetels in verhouding tot de bevolkingsdichtheid van deze kieskringen. En de zetelverdeling heeft een rechtstreekse invloed op de machtsverhoudingen in de kamer. Dit verschil bestaat niet alleen voor de federale verkiezingen voor de kamer, maar ook voor de senaat en de verkiezingen voor het Europees Parlement.